# Isoglossa hypoestiflora
Isoglossa hypoestiflora là một loài thực vật có hoa trong họ Ô rô. Loài này được Lindau mô tả khoa học đầu tiên.